# Kumgang
Kumgang (korejsky 금강) je řeka na jihozápadě Korejského poloostrova v Jižní Koreji. Je 401 km dlouhá. Povodí má rozlohu 10 000 km².

## Průběh toku
Pramení na západních svazích hor Sobeksan. Protéká rovinou Čondžu. Ústí do Žlutého moře, přičemž vytváří estuár.

## Využití
Využívá se na zavlažování, především rýžových polí. Do vzdálenosti 103 km na dolním toku je možná vodní doprava pro lodě s výtlakem do 2000 t. V ústí leží město Kunsan.